# Denkmal für Nikolaus I.

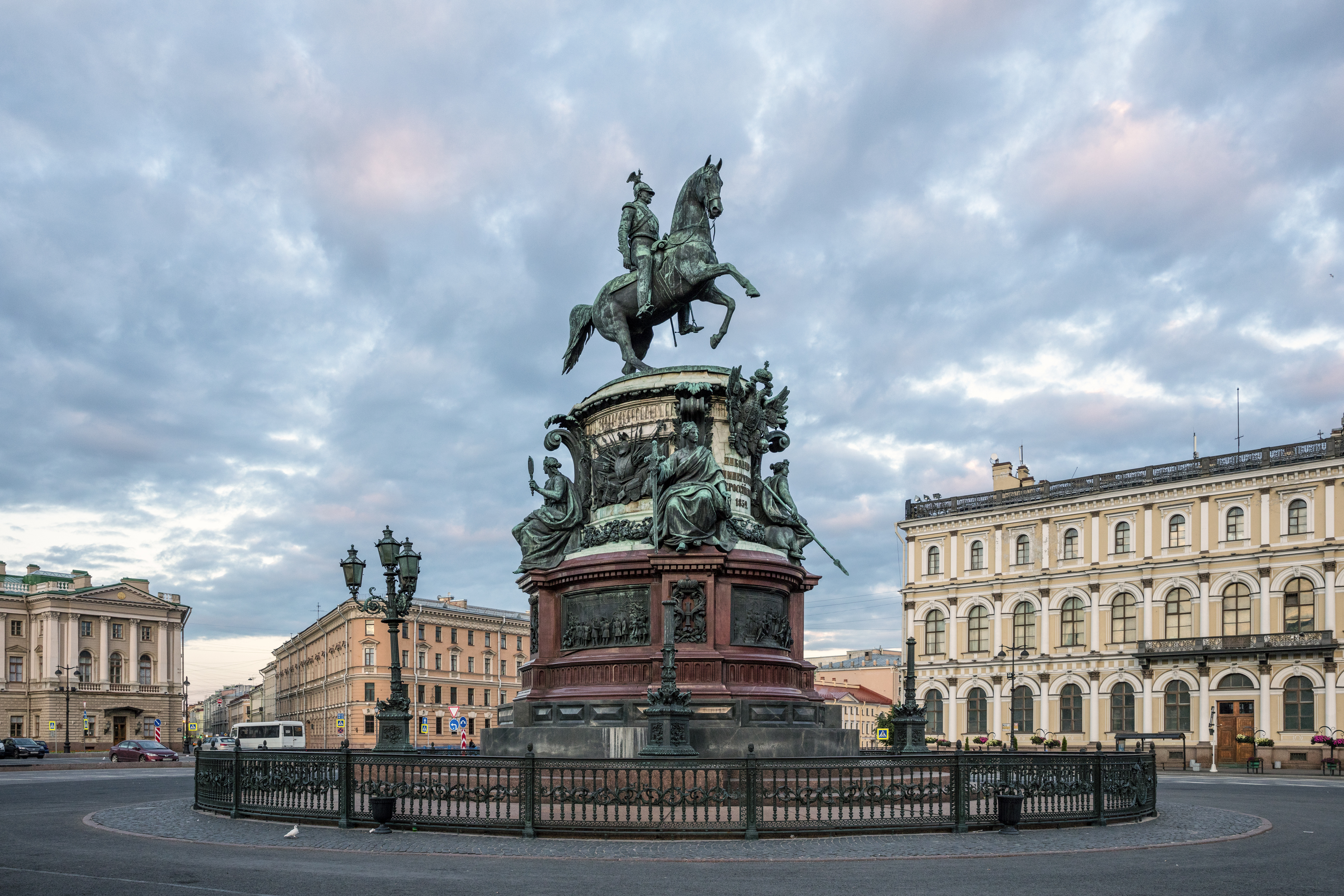
Denkmal für Nikolaus I.

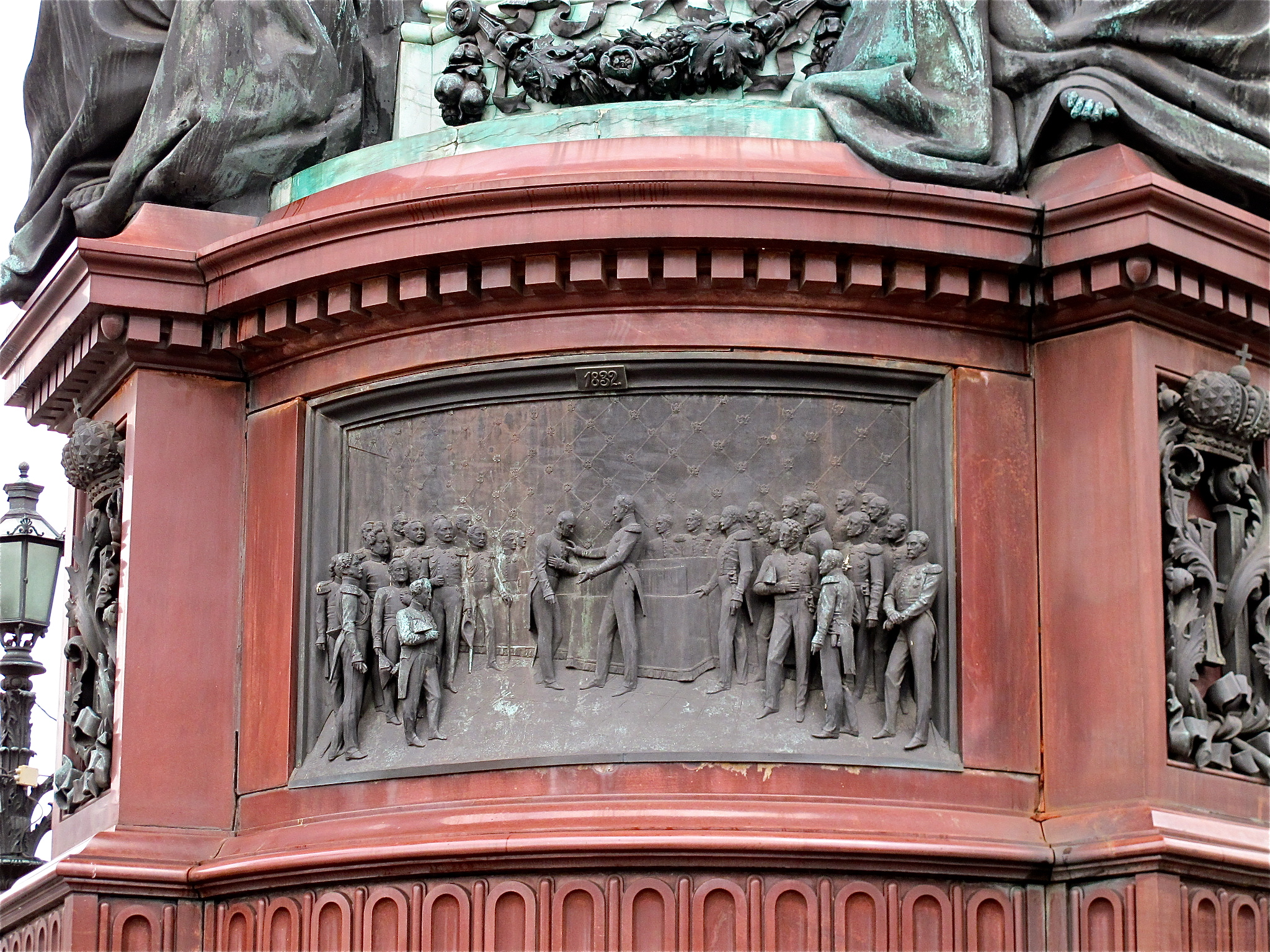
Bronzerelief

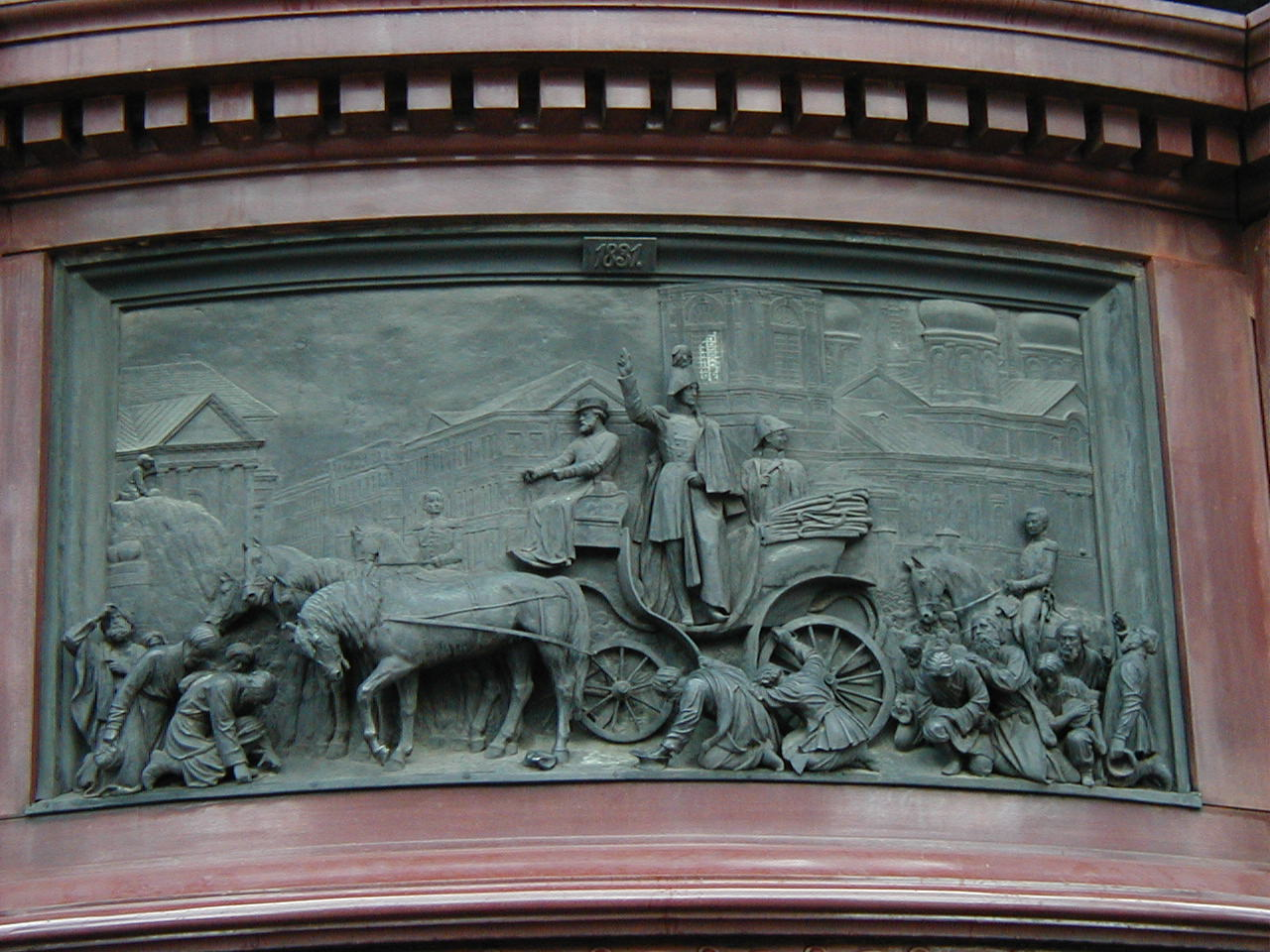
Nikolaus I. befriedet den St. Petersburger Cholera-Aufstand 1831 (Nikolai Ramasanow)

Das Denkmal für Nikolaus I. ist ein zum Gedenken an den russischen Zaren Nikolaus I. errichtetes Denkmal in Sankt Petersburg in Russland.

## Lage
Es befindet sich zentral auf dem Isaaksplatz im Stadtzentrum von Sankt Petersburg.

## Gestaltung und Geschichte
Der Bau des Denkmals erfolgte auf einen Erlass von Alexander II. aus dem Jahr 1855. Ausgeführt wurde es durch die Bildhauer Auguste de Montferrand und Peter Clodt von Jürgensburg in den Jahren 1856 bis 1859.
Nikolaus der I. wird in dem Denkmals als Reitgardist auf einem sich aufbäumenden Pferd dargestellt. Das Gewicht der großen Bronzeskulptur ruht dabei nur auf den beiden Hinterläufen des Pferdes. Es wird angenommen, dass die Idee zu Darstellung als Reitgardist von Montferrand stammte und er Clodt von Jürgensburg den Vorschlag unterbreitete.
Der im Stil des Barock gestaltete Sockel ist aus Granit, Porphyr und Marmor errichtet und beruht auf einem Entwurf Montferrands. Er ist mit bronzenen Reliefs und vier Figuren verziert. Die Reliefs stellen Taten von Nikolaus I. lobend dar. Die von R. Salemann geschaffenen vier Figuren stehen für Glaube, Weisheit, Gerechtigkeit und Stärke.